# Tyran' Pace
Tyran'Pace est un groupe de heavy et speed metal allemand, originaire de Stuttgart, Bade-Wurtemberg. Il est formé en 1983 et dissous en 1986, et était sous le label B.O. Records. Le chanteur Ralf Scheepers (entre-temps chanteur de Gamma Ray) est, depuis 1996, le chanteur et cofondateur de Primal Fear.

## Biographie
Le groupe est formé en 1983 dans la ville allemande de Stuttgart. Les fondateurs du groupe étaient Ralf Scheepers, le guitariste Frank Mittelbach et le batteur Patrick Edgar. Un an plus tard, le premier album studio, Eye to Eye, est enregistré et publié,. Plus tard, le batteur Patrick Edgar incarnera le groupe Bonfire entre 1987 et 1994. Un an plus tard, en 1985, ils publient leur deuxième album studio, Long Live Metal.
Le troisième album studio, intitulé Watching You, est publié en 1986. Bien que l'album soit assez bien accueilli, le groupe se sépare en 1986. R.Shipers participe à l'album Hypertrace du groupe Scanner en 1988, et se popularise en tant que chanteur de Gamma Ray. En 1998, le label Noise Records réédite l'album Watching You sur CD. La même année, le groupe se reforme brièvement pour la sortie de l'album Take a Seat in the High Row.
Au début de 2005, le groupe est annoncé pour un concert au festival Rock For One World le 4 mars.

## Membres
- Michael D. Young - guitare (1983-1984)
- Frank Mittelbach - guitare (1983-1984)
- Ralf Scheepers - chant (1983-1986)
- Oliver Kaufmann - guitare (1983-1986)
- Edgar Patrik - batterie (1983-1986)
- Calo Rapallo - guitare (1985)
- Davor Sertic - guitare (1986)
- Ralf Spitznagel - guitare
- Andy Ahues - basse (1983-1986)
- Ralf Schulz - batterie (1983)
- Andreas Fallscheer - batterie (1986)

## Discographie
- 1984 : Eye to Eye
- 1985 : Long Live Metal
- 1986 : Watching You
- 1998 : Take a Seat in the High Row